# Gladiator (singel Janna)
Gladiator – singel polskiego piosenkarza Janna wydany 14 października 2022, nakładem wytwórni Fonobo.
Kompozycja zajęła 2. miejsce w konkursie Tu bije serce Europy! Wybieramy hit na Eurowizję!, stanowiącym polskie eliminacje na 67. Konkurs Piosenki Eurowizji (2023).
W grudniu 2024 nagranie uzyskało certyfikat diamentowej płyty.

## Lista utworów
| Digital download / media strumieniowe | Digital download / media strumieniowe | Digital download / media strumieniowe |
| Nr                                    | Tytuł utworu                          | Długość                               |
| ------------------------------------- | ------------------------------------- | ------------------------------------- |
| 1.                                    | „Gladiator”                           | 3:31                                  |

## Tu bije serce Europy! Wybieramy hit na Eurowizję!
15 lutego 2023 w programie Pytanie na śniadanie ogłoszono, że piosenka znalazła się wśród propozycji dopuszczonych do programu Tu bije serce Europy! Wybieramy hit na Eurowizję! stanowiącego polskie eliminacje do 67. Konkursu Piosenki Eurowizji. 26 lutego zajęła drugie miejsce w finale programu, uzyskując 7 pkt od jury i 12 pkt od telewidzów.

## Notowania

### Pozycje na listach sprzedaży
| Kraj   | Lista (2023)             | Najwyższa pozycja |
| ------ | ------------------------ | ----------------- |
| Litwa  | Singlų Top 100           | 13                |
| Polska | Billboard Poland Songs   | 2                 |
| Polska | OLiS – single w streamie | 2                 |

### Pozycje na listach streamingowych
| Notowanie (2023)                                      | Najwyższa pozycja |
| ----------------------------------------------------- | ----------------- |
| Australia (iTunes: Alternative Top 200)               | 37                |
| Austria (Apple Music: Alternative Top 200)            | 63                |
| Austria (iTunes)                                      | 74                |
| Austria (iTunes: Alternative Top 200)                 | 7                 |
| Austria (Spotify Viral)                               | 2                 |
| Armenia (Apple Music)                                 | 51                |
| Armenia (Apple Music: Alternative Top 200)            | 2                 |
| Azerbejdżan (Apple Music: Alternative Top 200)        | 51                |
| Belgia (Apple Music: Alternative Top 200)             | 122               |
| Belgia (Spotify Viral)                                | 7                 |
| Białoruś (Apple Music)                                | 140               |
| Białoruś (Apple Music: Alternative Top 200)           | 11                |
| Białoruś (iTunes)                                     | 5                 |
| Białoruś (iTunes: Alternative Top 200)                | 1                 |
| Białoruś (Shazam)                                     | 86                |
| Białoruś (Spotify)                                    | 28                |
| Białoruś (Spotify Viral)                              | 1                 |
| Bułgaria (Apple Music: Alternative Top 200)           | 5                 |
| Bułgaria (Spotify Viral)                              | 4                 |
| Chorwacja (Apple Music: Alternative Top 200)          | 19                |
| Cypr (Apple Music)                                    | 134               |
| Cypr (Apple Music: Alternative Top 200)               | 7                 |
| Cypr (Spotify Viral)                                  | 37                |
| Czechy (Apple Music: Alternative Top 200)             | 16                |
| Czechy (Deezer)                                       | 71                |
| Czechy (iTunes)                                       | 34                |
| Czechy (iTunes: Alternative Top 200)                  | 4                 |
| Czechy (Spotify Viral)                                | 3                 |
| Dania (Apple Music: Alternative Top 200)              | 184               |
| Dania (Spotify Viral)                                 | 7                 |
| Egipt (Deezer)                                        | 45                |
| Estonia (Apple Music)                                 | 52                |
| Estonia (Apple Music: Alternative Top 200)            | 1                 |
| Estonia (Shazam)                                      | 119               |
| Estonia (Spotify)                                     | 9                 |
| Estonia (Spotify Viral)                               | 3                 |
| Estonia (YouTube Music)                               | 52                |
| Filipiny (Deezer)                                     | 8                 |
| Finlandia (Apple Music)                               | 117               |
| Finlandia (Apple Music: Alternative Top 200)          | 2                 |
| Finlandia (Deezer)                                    | 44                |
| Finlandia (iTunes)                                    | 6                 |
| Finlandia (iTunes: Alternative Top 200)               | 1                 |
| Finlandia (Spotify Viral)                             | 8                 |
| Finlandia (YouTube Music)                             | 77                |
| Grecja (Apple Music: Alternative Top 200)             | 8                 |
| Grecja (iTunes)                                       | 35                |
| Grecja (iTunes: Alternative Top 200)                  | 3                 |
| Grecja (Spotify Viral)                                | 4                 |
| Hiszpania (Spotify Viral)                             | 21                |
| Hiszpania (iTunes: Alternative Top 200)               | 17                |
| Holandia (Apple Music: Alternative Top 200)           | 75                |
| Holandia (iTunes: Alternative Top 200)                | 19                |
| Holandia (Spotify Viral)                              | 8                 |
| Irlandia (iTunes)                                     | 34                |
| Irlandia (iTunes: Alternative Top 200)                | 4                 |
| Irlandia (Spotify Viral)                              | 18                |
| Islandia (Apple Music: Alternative Top 200)           | 18                |
| Islandia (Spotify Viral)                              | 7                 |
| Izrael (Apple Music: Alternative Top 200)             | 160               |
| Izrael (iTunes)                                       | 40                |
| Izrael (iTunes: Alternative Top 200)                  | 5                 |
| Izrael (Spotify Viral)                                | 9                 |
| Kanada (iTunes: Alternative Top 200)                  | 66                |
| Kazachstan (Apple Music: Alternative Top 200)         | 130               |
| Kazachstan (Spotify Viral)                            | 13                |
| Kirgistan (Apple Music: Alternative Top 200)          | 195               |
| Liban (Apple Music: Alternative Top 200)              | 166               |
| Litwa (Apple Music)                                   | 30                |
| Litwa (Apple Music: Alternative Top 200)              | 1                 |
| Litwa (Deezer)                                        | 1                 |
| Litwa (Shazam)                                        | 74                |
| Litwa (Spotify)                                       | 9                 |
| Litwa (Spotify Viral)                                 | 2                 |
| Luksemburg (Apple Music)                              | 18                |
| Luksemburg (Apple Music: Alternative Top 200)         | 2                 |
| Łotwa (Apple Music)                                   | 116               |
| Łotwa (Apple Music: Alternative Top 200)              | 2                 |
| Łotwa (Shazam)                                        | 128               |
| Łotwa (Spotify)                                       | 10                |
| Łotwa (Spotify Viral)                                 | 3                 |
| Macedonia Północna (Apple Music: Alternative Top 200) | 15                |
| Malta (Apple Music)                                   | 93                |
| Malta (Apple Music: Alternative Top 200)              | 5                 |
| Mołdawia (Apple Music)                                | 158               |
| Mołdawia (Apple Music: Alternative Top 200)           | 2                 |
| Niemcy (Apple Music: Alternative Top 200)             | 83                |
| Niemcy (Deezer Trendings)                             | 14                |
| Niemcy (iTunes: Alternative Top 200)                  | 16                |
| Niemcy (Spotify Viral)                                | 5                 |
| Norwegia (Apple Music)                                | 191               |
| Norwegia (Apple Music: Alternative Top 200)           | 16                |
| Norwegia (Deezer)                                     | 95                |
| Norwegia (iTunes)                                     | 44                |
| Norwegia (iTunes: Alternative Top 200)                | 1                 |
| Norwegia (Spotify Viral)                              | 28                |
| Polska (Apple Music)                                  | 2                 |
| Polska (Apple Music: Alternative Top 200)             | 1                 |
| Polska (Deezer)                                       | 2                 |
| Polska (iTunes)                                       | 2                 |
| Polska (iTunes: Alternative Top 200)                  | 1                 |
| Polska (Shazam)                                       | 140               |
| Polska (Spotify)                                      | 1                 |
| Polska (Spotify Viral)                                | 1                 |
| Polska (Tidal)                                        | 44                |
| Polska (YouTube Music)                                | 4                 |
| Portugalia (iTunes)                                   | 17                |
| Portugalia (iTunes: Alternative Top 200)              | 1                 |
| Portugalia (Spotify Viral)                            | 16                |
| Rosja (iTunes: Alternative Top 200)                   | 21                |
| Rumunia (Apple Music: Alternative Top 200)            | 7                 |
| Rumunia (Spotify Viral)                               | 2                 |
| Serbia (Apple Music)                                  | 126               |
| Serbia (Apple Music: Alternative Top 200)             | 1                 |
| Serbia (Deezer)                                       | 89                |
| Słowacja (Apple Music: Alternative Top 200)           | 36                |
| Słowacja (Spotify Viral)                              | 3                 |
| Słowenia (Apple Music)                                | 93                |
| Słowenia (Apple Music: Alternative Top 200)           | 6                 |
| Szwajcaria (Apple Music: Alternative Top 200)         | 129               |
| Szwajcaria (iTunes: Alternative Top 200)              | 16                |
| Szwajcaria (Spotify Viral)                            | 14                |
| Szwecja (Apple Music: Alternative Top 200)            | 49                |
| Szwecja (iTunes)                                      | 53                |
| Szwecja (iTunes: Alternative Top 200)                 | 4                 |
| Szwecja (Spotify Viral)                               | 15                |
| Świat (Spotify Viral)                                 | 12                |
| Tadżykistan (Apple Music: Alternative Top 200)        | 35                |
| Turcja (Spotify Viral)                                | 57                |
| Ukraina (Apple Music)                                 | 23                |
| Ukraina (Apple Music: Alternative Top 200)            | 2                 |
| Ukraina (iTunes)                                      | 19                |
| Ukraina (iTunes: Alternative Top 200)                 | 3                 |
| Ukraina (Deezer)                                      | 3                 |
| Ukraina (Shazam)                                      | 15                |
| Ukraina (Spotify)                                     | 3                 |
| Ukraina (Spotify Viral)                               | 1                 |
| Ukraina (YouTube Music)                               | 43                |
| Uzbekistan (Apple Music: Alternative Top 200)         | 174               |
| Węgry (Apple Music: Alternative Top 200)              | 48                |
| Węgry (Deezer)                                        | 82                |
| Węgry (Spotify Viral)                                 | 4                 |
| Wielka Brytania (iTunes: Alternative Top 200)         | 37                |
| Wielka Brytania (Spotify Viral)                       | 10                |
| Włochy (iTunes: Alternative Top 200)                  | 67                |
| Włochy (Spotify Viral)                                | 17                |